# Cuatrirreme
El cuatrirreme (griego antiguo τετρήρης, tetrērēs; latín quadriremis) fue un buque de guerra de la Antigüedad, propulsado a remo.

## Historia
Plinio el Viejo refiere que Aristóteles adscribe su invención a los cartagineses. Aunque la fecha exacta es desconocida, es muy probable que fuera desarrollado en la segunda parte del siglo IV a. C. El primer testimonio se halla en el Sitio de Tiro por Alejandro Magno en 332 a. C., y pocos años después figura en los registros navales de Atenas. En el periodo siguiente a la muerte de Alejandro (323 a. C.), el cuatrirreme fue muy popular: el plan ateniense era construir 200 de estos barcos, y también 90 de los 240 navíos de la flota de Antígono I Monóftalmos (c. 306–301 a. C.) Subsecuentemente, fue el principal barco de la marina rodia, la única armada naval profesional del Mediterráneo oriental.
En la Batalla de Milas en 36 a. C., los cuatrirremes eran el tipo más común de barco de la flota de Sexto Pompeyo, y varios barcos de este tipo están confirmados en las dos flotas pretorianas de la armada romana.
Se sabe por noticias de la segunda guerra púnica, que el cuatrirreme tenía dos niveles de remeros, y por lo tanto tenía menor eslora que el quinquerreme, mientras que su manga era aproximadamente la misma (c. 5,6 m). Desplazaba alrededor de 60 toneladas, y tenía una capacidad para unos 75 marineros. Fue especialmente valorado por su gran velocidad y maniobrabilidad, mientras que su poco calado era ideal para las operaciones costeras. El cuatrirreme fue clasificado como el «principal barco» por los romanos (maioris formae), pero como una embarcación ligera, sirviendo junto a trirremes, en las marinas de guerra de los principales reinos helenísticos como el ptolemaico.